# Furfural
Furfural je organická sloučenina získávaná z mnoha zemědělských odpadních produktů jako jsou piliny, kukuřičné klasy a ovesné či pšeničné otruby. Společně s ethanolem, kyselinou octovou a cukrem je jednou z nejstarších využívaných obnovitelných chemických látek.
Chemicky jde o aldehyd odvozený od furanu. Je to bezbarvá olejovitá kapalina s mandlovou vůní, která na vzduchu rychle tmavne.

## Historie
Furfural poprvé izoloval roku 1821 (objev byl zveřejněn o 11 let později) německý chemik Johann Wolfgang Döbereiner, který vytvořil malý vzorek jako vedlejší produkt syntézy kyseliny mravenčí.
Tehdy se kyselina mravenčí vyráběla destilací uhynulých mravenců a Döbereinerovi mravenci zřejmě obsahovali malé množství rostlinného materiálu. Roku 1840 skotský chemik John Stenhouse zjistil, že stejná látka se dá získat destilací s kyselinou sírovou z mnoha rostlinných materiálů jako jsou kukuřice, oves, otruby a piliny; také určil empirický vzorec (C5H4O2). George Fownes pojmenoval tuto olejovitou látku furfurol (podle slov furfur - latinsky otruby; a oleum). Tento název se používal do roku 1901, kdy německý chemik Carl Harries určil přesnou strukturu této látky.
Furfural byl poměrně vzácnou látkou do roku 1922, kdy společnost Quaker Oats Company zahájila jeho hromadnou výrobu z ovesných slupek a stále se vyrábí ze zemědělských vedlejších produktů jako je melasa. Největšími výrobci jsou Dominikánská republika, Jihoafrická republika a Čína.

## Vlastnosti
Furfural se snadno rozpouští ve většině polárních organických rozpouštědel, ovšem je jen minimálně rozpustný ve vodě a alkanech.
Furfural se účastní stejných reakcí jako ostatní aldehydy a aromatické sloučeniny, má však méně aromatický charakter než benzen, což lze ukázat na skutečnosti, že se furfural snadno hydrogenuje na deriváty tetrahydrofuranu. Zahříváním za přítomnosti kyselin se nevratně přeměňuje na pevnou látku.

## Výroba
Furfural může být vyroben kysele katalyzovanou dehydratací pětiuhlíkatých monosacharidů (pentóz) jako je například xylóza. Tyto sacharidy mohou být vyrobeny z hemicelulózy, kterou lze získat z většiny suchozemských rostlin.
Na furfural lze v závislosti na druhu výchozí suroviny, převést 3 až 10 %. Furfural se z reakční směsi vypařuje společně s vodou a oddělují se při kondenzaci. V roce 2012 se ve světě vyrobilo okolo 800 000 tun této látky. Největší podíl na tom mají Čína, Jihoafrická republika a Dominikánská republika.
V laboratoři lze furfural připravit z rostlinného materiálu působením zředěné kyseliny sírové.
Při průmyslové výrobě zůstanou po odstranění furfuralu lignocelulózové zbytky, které se suší a spalují. U některých rostlin vzniká větší množství těcthto zbytků, které lze použít k získávání elektrické energie, krmení hospodářských zvířat, výrobě aktivního uhlí nebo jako hnojivo. Rovněž se používá jako přísada do lepidel.

## Použití
Furfural je důležitou obnovitelnou, neropnou, chemickou surovinou. Jeho hydrogenací vzniká furfurylalkohol, který slouží k výrobě furanových pryskyřic používaných mimo jiné jako složky termosetových kompozitů, cementů a lepidel. Další hydrogenací furfurylalkoholu vznikne tetrahydrofurfurylalkohol, který se používá jako rozpouštědlo v agrochemikáliích a jako přísada, která usnadňuje průnik herbicidů do struktury listu. Z furfuralu se oxidací získávají další furanové deriváty, jako je kyselina furoová a dekarbonylací v plynné fázi katalyzovanou palladiem samotný furan. Furfural je také používán jako chemické rozpouštědlo.